# District de Wansheng
Le district de Wansheng (万盛区 ; pinyin : Wànshèng Qū) est une subdivision de la municipalité de Chongqing en Chine.

## Géographie
Sa superficie est de 565 km².

## Démographie
La population du district est de 269 600 habitants.

### Sources
- Géographie : (zh) Page descriptive (Phoer.net)